# Contratto di cessione dei diritti di autore
Un contratto di cessione dei diritti di autore (in inglese: copyright transfer agreement) è un documento legale che contiene le disposizioni per il trasferimento parziale o totale dei diritti di autore ad altri soggetti. È similare ai contratti tra autori e case editrici ma non include remunerazioni o royalties. Questi accordi sono un elemento chiave della pubblicazione accademica basata sugli abbonamenti. Questi accordi faciliterebbero la gestione dei permessi legati al diritto di autore di documenti stampati su carta. Nell'era della comunicazione elettronica, i benefici dei contratti di cessione dei diritti di autore sono stati messi in discussione e, anche se rimangono la norma, le licenze aperte usate nella pubblicazione open access si sono stabilite come alternativa.
Un contratto di cessione dei diritti d'autore permette di regolarizzare collaborazioni come quelle nel settore editoriale, nel giornalismo, nella pubblicità e nel marketing. Non sono previsti particolari requisiti dal punto di vista fiscale e, per questo motivo, si configura come una delle forme contrattuali maggiormente utilizzate, soprattutto dai collaboratori che non sono titolari di partita IVA. 

## Storia
I contratti di cessione dei diritti di autore divennero comuni nel business delle pubblicazioni dopo che il Copyright Act 1976, negli Stati Uniti e negli stati con legislazioni simili, ri-definì il diritto di autore (copyright) in quanto maturato nel momento della creazione di un'opera, invece che a partire dalla sua pubblicazione. Questo obbligò le case editrici ad acquisire i diritti di autore dal creatore dell'opera per poter vendere il lavoro o accedervi. Le dichiarazioni scritte firmate dai titolari dei diritti d'autore divennero necessarie per poter considerare valido il trasferimento del diritto di autore.

## Scopo
Cedere alle case editrici il permesso di copiare, mostrare e distribuire il lavoro è necessario per il loro funzionamento e per operare in quanto tali, infatti i contratti di cessione dei diritti d'autore prevedono tali disposizioni. L'estensione dei contratti di cessione dei diritti di autore, però, può arrivare a richiedere il trasferimento totale del copyright. Questo significa che nessuno, inclusi gli autori, può ri-utilizzare il testo, le tabelle e le immagini in altre pubblicazioni senza prima ottenere il permesso di farlo, dal nuovo detentore dei diritti di autore.
I contratti di cessione dei diritti di autore chiedono anche che l'autore confermi di possedere il copyright per tutti i materiali relativi a un determinato atto di pubblicazione e che l'opera per la quale il diritto di autore viene trasferito non è mai stata pubblicata precedentemente, né è sotto considerazione di pubblicazione altrove, per poter limitare la frequenza delle pubblicazioni duplicate e del plagio.

## Tassazioni
Siccome i proventi derivanti dalla cessione del diritto d'autore sono fuori dal campo di applicazione dell'IVA, non sono assoggettati all'imposta sul valore aggiunto. (art. 3, comma 4, lett. a), D.P.R. n. 633/1972). Sono invece tassati dall'Irpef, ma beneficiano di una deduzione forfettaria, che ammonta:
- al 40% del compenso, per quanto riguarda autori con meno di 35 anni.
- al 25% del compenso, per autori con più di 35 anni.

Chi cede i diritti d'autore, proprio per via del mancato assoggettamento all'IVA, non deve emettere alcuna fattura, ma soltanto rilasciare una ricevuta, nella quale deve essere riportata la seguente indicazione: "Operazione fuori campo Iva ai sensi dell'articolo 3, quarto comma, lettera a) del D.P.R. n. 633/1972".
Nel caso in cui il committente sia sostituto d'imposta, all'atto del pagamento deve operare una ritenuta d'acconto Irpef del 20% sulla parte imponibile del compenso liquidato, al netto della deduzione forfettaria spettante. Se l'autore è un soggetto non residente in Italia, la ritenuta da applicare sui compensi è a titolo d'imposta e si calcola diversamente.

## Durata
Contrariamente a quanto riportato nell'art. 122, commi 2 e 5 della legge n. 633/1941 (ove è stabilita la durata massima di venti anni per il contratto di edizioni per le stampe), è possibile cedere i diritti di utilizzazione sulla propria opera per tutta la durata degli stessi, senza limiti.

## Cessione dei diritti mortis causa
Una volta sopravvenuto il decesso dell'autore, il diritto di utilizzazione dell'opera (salvo diversamente deposto nel testamento), deve rimanere indiviso fra gli eredi per il periodo di tre anni. Decorso tale periodo, gli eredi, per comune accordo, possono stabilire la comunione del diritto per una durata da essi fissata, limitata dalle disposizioni contenute nei codice civile (art. 1100 e ss.):
1. l’amministrazione e la rappresentanza degli interessi della comunione è conferita a uno dei coeredi o a persona estranea alla successione;
2. se i coeredi trascurano la nomina dell'amministrazione o nel caso in cui non ci sia accordo sulla nomina medesima entro un anno dall'apertura della successione, l'amministrazione è conferita alla SIAE;
3. la stessa procedura è seguita quando si tratti di provvedere alla nomina di un nuovo amministratore;
4. l'amministrazione cura la gestione dei diritti di utilizzazione dell'opera, ma non può autorizzare nuove edizioni, traduzioni o altre elaborazioni, nonché l'adattamento dell'opera alla cinematografia, alla radiodiffusione e alla incisione di apparecchi meccanici, senza il consenso degli eredi rappresentanti la maggioranza per valore delle quote ereditarie.

## Critiche
I contratti di cessione dei diritti di autore sono stati criticati soprattutto nel contesto accademico, perché sarebbero più focalizzati a garantire introiti a lungo termine per le case editrici che per fornire un servizio alla comunità accademica. La pratica favorirebbe le case editrici in modi che non porterebbero benefici agli autori del contenuto. Questi contratti spesso sono in conflitto come le pratiche di autoarchiviazione (in inglese: self-archiving) o appaiono come tali all'autore a causa di ambiguità nel linguaggio.

## Altri modelli
I contratti di cessione dei diritti di autore sono un modo di governare i permessi basati sul diritto di autore. Con l'avvento delle pubblicazioni elettroniche, i benefici dei diritti d'autore mantenuti dagli autori stessi stanno prendendo piede e alcune case editrici li stanno implementando attraverso accordi in licenza. In questi casi, le case editrici ottengono il permesso (esclusivo o no) di riprodurre e distribuire il lavoro mentre gli autori mantengono il copyright su di esso. Un altro modello è quello del "click-wrap" divenuto popolare dalle licenze Creative Commons: consente a chiunque (casi editrici comprese) di riprodurre e distribuire il lavoro sotto alcune possibili restrizioni. Le licenze Creative Commons sono utilizzate da molte riviste open access.

## Addendum degli autori
I contratti di cessione dei diritti di autore sono scritti solitamente dalle case editrici. Se gli autori desiderano deviare da alcune dichiarazioni del contratto, per esempio, se vogliono mantenere il copyright o non vogliono concedere alla casa editrice un diritto esclusivo di pubblicare il lavoro, possono specificare alcune modifiche editando il contratto oppure allegandovi un addendum. Le case editrici, tuttavia, hanno varie politiche riguardo all'accettazione di tali modifiche. Alcune istituzioni offrono istruzioni e assistenza per creare questi addendum.